# Anna Jarvis
Pour les articles homonymes, voir Jarvis.
Anna Marie Jarvis, née le 1er mai 1864 à Webster (en) et décédée le 24 novembre 1948 à West Chester (Pennsylvanie), est connue pour être à l'origine de la création du jour de la fête des mères aux États-Unis.

## Biographie
Anna Jarvis est née dans la petite ville de Webster (en), près de Grafton, en Virginie-Occidentale ; la maison où elle est née est inscrite au Registre national des lieux historiques depuis 1979 et connue aux États-Unis sous le nom d'Anna Jarvis House (en).
Elle était la fille d'Ann Jarvis (1832-1905). La famille déménagea dans la localité proche de Grafton (Virginie-Occidentale) lors de son enfance. Après ses études au Mary Baldwin College (en) à Staunton (Virginie), elle revint à Grafton pour y enseigner durant 7 ans. Sa mère avait fréquemment émis le vœu de voir la création d'un jour de fête en hommage à toutes les mamans.
Le 12 mai 1907, deux ans après le décès de sa mère et pour lui rendre hommage, elle lança une campagne pour créer une Fête des mères qui serait une fête officielle. Son action porta ses fruits en 1914 lorsque le texte fut approuvé par le gouvernement américain. Chaque année depuis cette année, le second dimanche du mois de mai est un jour férié aux États-Unis.

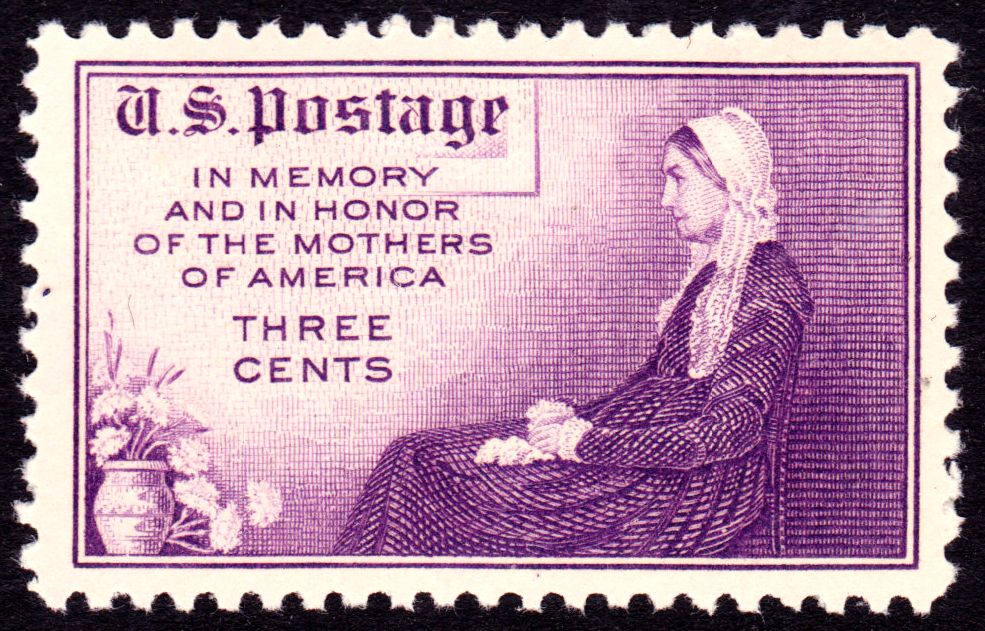
Le timbre de 1934.

En 1934, les Postes américaines émirent un timbre reproduisant un célèbre tableau de James Abbott McNeill Whistler, Arrangement en gris et noir n°1 ou Portrait de la mère de l'artiste (la Mère de Whistler). L'habitude, à l'occasion de la fête des mères, était alors aux États-Unis de porter à la boutonnière un œillet. Dans un but commercial la reproduction du tableau avait été modifiée par l'adjonction dans l'angle gauche d'un vase d'œillets. Anna Jarvis protesta, avec succès, auprès du ministre des Postes considérant que sa fête devenait une publicité pour le commerce des fleurs.
Anna Marie Jarvis meurt en 1948. Elle est incinérée au West Laurel Hill Cemetery (en) à Bala Cynwyd en Pennsylvanie.